# María Lorenza Barreneche
María Lorenza Barreneche Iriarte (Chascomús, 3 de juliol de 1926-Ciutat de Buenos Aires, Argentina, 5 de gener de 2016) va ser esposa del president Raúl Alfonsín i per tant, primera dama de l'Argentina entre 1983 i 1989.

## Biografia
Era la filla de Felipe Barreneche Echaide (1898-1984) i de María Lorenza Iriarte Hospital (1898-1989), naturals tots dos de Chascomús, i la major de tres germanes (María Lorenza, Martha Antonia, i Olga Esther). Va realitzar els seus estudis en una escola de monges. Va conèixer al seu marit a mitjan dècada de 1940, quan ella tenia 19 anys i estava en una festa de carnestoltes. Amb ell, que iniciava els seus estudis en advocacia, es va casar a Chascomús el 4 de febrer de 1949 i després es van radicar en la província de Mendoza, tenint sis fills: Raúl Felipe (1949), Ana María (1950), Ricardo Luis (1951), María Marcela (1953), María Inés (1954), i Javier Ignacio (1956). Ricardo Luis es dedica a la política i va ser diputat de la província de Buenos Aires i candidat a governador de la mateixa en les eleccions de 2007.
En 1955 va acompanyar al seu marit en un menjar de rebuda que va oferir la comunitat basca a José Antonio Aguirre. Va ser qualificada per diversos mitjans gràfics com la primera dama amb més baix perfil de la història democràtica argentina. La presència permanent de Margarita Ronco –com a secretària privada– contrastava amb la discreció extrema de l'esposa d'Alfonsín, i encara que els rumors sobre aquest tema es van multiplicar, la convivència entre les dones sempre va ser més que cordial: «Faig les meves trucades a Olivos per explicar-li a María Lorenza si el president va menjar, si tot està en calma, és a dir, si hi ha alguna ‘novetat en el front», li va assegurar a la revista Mujer a l'abril de 1984. Es va incorporar naturalment a la dinàmica familiar: fanàtica del cinema, recorria les sales de l'Avinguda Santa Fe amb les filles del president.
En 1985 va rebre la visita oficial del rei Joan Carles I d'Espanya i Sofia de Grècia a l'Argentina, i també va estar al costat de Ronald Reagan i Nancy, la seva esposa. Aquest mateix any, va ser enviada com a hoste de l'esposa del president dels Estats Units i va rebre en la residència presidencial al capdavanter de la guerrilla salvadorenca Guillermo Ungo.
Sobrenomenada La pueblerina, en una ocasió va confessar que mai es va poder acostumar al rol que havia d'ocupar en la política, i també va expressar que havia perdut la seva intimitat després de l'assumpció: «La quinta d'Olivos és una gran gàbia d'or. Ningú sap quanta solitud sent la primera dama», va dir. Sempre va mantenir un perfil baix, més dedicada a la seva llar que a l'exposició pública. Durant el mandat del seu marit, la vestia la reconeguda modista Elsa Serrano i va tenir poca exhibició davant els mitjans. En el seu treball es va destacar per la seva discreció i va representar les idees tradicionals de la família i fins i tot, va realitzar una campanya contra la drogoaddicció. No obstant això, una de les seves últimes aparicions en públic va ocórrer en 1999 quan va assistir al funeral de la mare de l'ex-mandatari Fernando de la Rúa, Eleonora Bruno.
En 2004, una de les seves netes, Amparo, de 15 anys, va sofrir un accident en el Col·legi Jesús María a causa que es va tallar una artèria amb un vidre i va perdre la vida a l'Hospital Fernández d'una parada cardiorrespiratoria. Al març de 2009, en morir el seu espòs, l'ex-president Raúl Alfonsín, no va poder concórrer al funeral ni a la missa de cos present a causa de la seva delicada salut: Barreneche patia problemes de visió i serioses dificultats per caminar que la van obligar a utilitzar un caminador. Va morir el 5 de gener de 2016 als 89 anys.